# Santa Catarina Lachatao
Santa Catarina Lachatao là một đô thị thuộc bang Oaxaca, México. Năm 2005, dân số của đô thị này là 1097 người.